# Jego świątobliwość
Jego świątobliwość (łac. Sua Sanctitas) – oficjalna tytulatura i sposób zwracania się do przywódców niektórych religii. W Kościele rzymskokatolickim i katolickich Kościołach wschodnich to tytuł papieża. Formuła ta pochodzi z łac. Sanctitas. Początkowo używana była przez wszystkich biskupów, lecz od VII wieku przyznawana tylko patriarchom i niektórym władcom świeckim, od XIV wieku tylko w odniesieniu do papieża.
Używany jest także w odniesieniu do niektórych patriarchów prawosławnych.
W buddyzmie tybetańskim dalajlamie, panczenlamie oraz karmapie przysługuje podobna tytulatura.
Odpowiednim zwrotem bezpośrednim do powyższych osób jest Wasza Świątobliwość (łac. Sanctitas Vestra).